# CMS (компания)
CMS — международная юридическая фирма, предоставляющая юридические и налоговые консультации CMS состоит из 17 независимых юридических фирм, имеющими более 70 офисов.

## История
В 1999 году шесть европейских юридических фирм с 1400 юристами и совместным доходом около 500 млн немецких марок объединились в CMS. Под брендом CMS, который поначалу вызвал критику, возникло «партнерство партнерств». Юридические фирмы-участницы сохранили свои названия. Было создано центральное сервисное подразделение для предоставления административных и IT-услуг участникам.
Первоначально в CMS входили юридические фирмы из Германии, Нидерландов, Австрии и Великобритании. В течение 2000-х годов к ним присоединились юридические фирмы из Франции, Италии, Монако, Швейцарии, Испании и других стран. В 2008 году юридическая фирма открыла свой первый совместный офис в России. После слияния CMS Cameron McKenna с Nabarro и Olswang в 2016 году юридическая фирма вновь расширилась. В результате этого общий доход CMS впервые составил около миллиарда евро. На сегодняшний день офисы CMS есть в Латинской Америке и Африке.

## Структура
CMS координирует деятельность своих членов через CMS Legal Services, европейскую группу по экономическим интересам. На раннем этапе она занималась административными задачами, постепенно принимая на себя дополнительные обязанности, например, в области маркетинга.
CMS не действует от имени клиентов. Будучи некоммерческой организацией, она финансируется за счет взносов участвующих юридических фирм, которые остаются юридически независимыми.
Совет CMS функционирует как высший орган принятия решений. Он собирается не реже двух раз в год и принимает решения о бюджете и приеме новых членов. Кроме того, существует Исполнительный комитет, который решает стратегические вопросы, такие как назначение и управление исполнительной командой. Каждая участвующая юридическая фирма назначает представителей в Комитет.
Управление CMS находится в руках исполнительного комитета из трех человек. В нее входят Пьер-Себастьян Тилль (председатель), Дункан Вестон (исполнительный партнер) и Маттиас Лихтблау (исполнительный директор).
В настоящее время в CMS входят 17 фирм-членов с головными офисами в одиннадцати европейских, четырех южноамериканских и двух африканских странах. Помимо юридических услуг, предоставляемых в своих странах, юридические фирмы-члены действуют в других странах через филиалы, дочерние и ассоциированные юридические фирмы, а также офисы и представительства в других странах.

## Деятельность
CMS придерживается стратегии полного обслуживания и предлагает компаниям различных размеров по всему миру бизнес-ориентированные консультации по юридическим и налоговым вопросам. Основные области специализации включают корпоративное право, право рынков капитала, налоговое право, право закупок, конкурентное право и трудовое право.